# スタリ・グラード (ベオグラード)
スタリ・グラード（セルビア語:Стари Град / Stari Grad）は、セルビア共和国の首都・ベオグラードを構成する17の基礎自治体（オプシュティナ）のひとつにして、その中心を占める地区の呼称である。自治体の領域はベオグラード中心部でもっとも古い地区を含んでおり、それゆえに「古い街」を意味する「スタリ・グラード」と呼ばれている。
以下、本稿では、ベオグラードの一部をなす基礎自治体としてのスタリ・グラードを「スタリ・グラード区」と表記する。

## スタリ・グラード地区
スタリ・グラードと呼ばれる、明確に定められた範囲を持つ地区が存在することは、ベオグラード市民の間でもあまり知られていない。スタリ・グラード地区は単に「中心街」、あるいはより定着した周囲の地区の名前で呼ばれる。スタリ・グラード地区に含まれるのは、おおよそ共和国広場の北および西で、カレメグダン地区の西、コサンチチェヴ・ヴェナツ地区の南西、イェヴレモヴァツおよびパリルラ地区の南西、ヴェリネ・ヴォデ地区の北西で、その人口は2002年の時点で9646人となっている。

## 自治体

### 地理
スタリ・グラード区はシュマディヤ地方の北端に位置している。崖のような急峻な坂をもつ丘の上にカレメグダン要塞があり、そこから大戦争島、そしてサヴァ川とドナウ川の合流地点が見渡せ、ベオグラードで最も自然の風景が美しく見える場所となっている。スタリ・グラード区とノヴィ・ベオグラード区は、サヴァ川とドナウ川の両方に接している（かつてはゼムン区も両河川に接していたが、スルチン区が分離され、ゼムン区はドナウ川、スルチン区はサヴァ川のみと接するようになった）。
スタリ・グラード区の面積は7平方キロメートルであり、ベオグラードではヴラチャル区に次いで2番目に小さい。東にパリルラ区、南東にヴラチャル区、南にサヴスキ・ヴェナツ区と隣り合っている。サヴァ川を挟んでノヴィ・ベオグラード区、ドナウ川を挟んでゼムン区およびパリルラ区のバナト側と接している。
ドナウ川の川岸には2つの人口の湾、小さなマリーナマリーナ・ドルチョル、そしてベオグラード港がある。

### 住民
ベオグラード中心部で隣り合う2つの区（サヴスキ・ヴェナツとヴラチャル）同様に、スタリ・グラードも古くからの人口密集地である。街の中心の一部分だけを領域にもつスタリ・グラード区は、セルビア全土でももっとも人口密度の高い自治体である。2002年の国勢調査では、55,543人が区に居住しており、人口密度は7935人/平方キロメートルである。1971年には96,517人が住み、その人口密度は13,788人であった。
年代ごとのスタリ・グラード区の人口は以下のとおりである:
- 1961年 - 96,517人
- 1971年 - 83,742人
- 1981年 - 73,767人
- 1991年 - 68,552人
- 2002年 - 55,543人（1961年の人口の57.5%）

スタリ・グラード区の住宅はヴラチャル区よりも遥かに密集しており、ベオグラードの心臓部であるが、スタリ・グラード区の面積の3分の1はカレメグダン公園やドナウ川沿いの工業地帯、港湾などの非居住地であるため、区域全体での人口密度はヴラチャル区のほうが高くなっている。

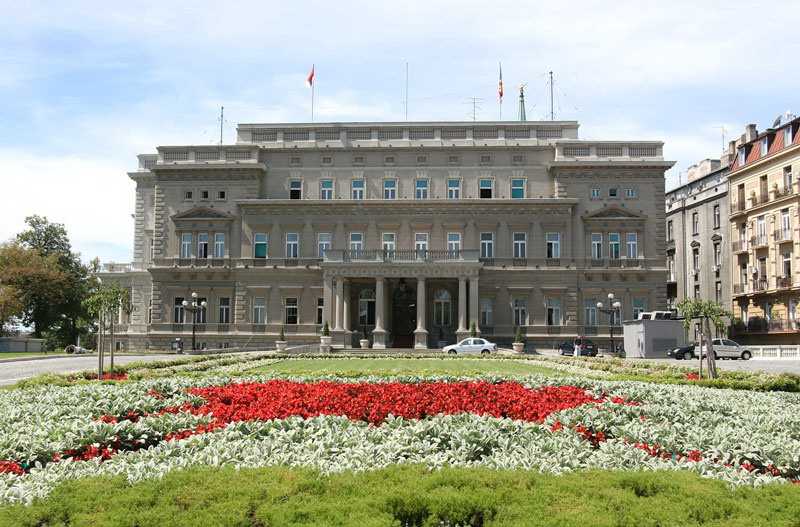
ベオグラード市議会

しかし、区域で働く労働者は相当数に上り、昼間人口は夜間人口の2倍に上り、スタリ・グラード区の人口あたり域内総生産はセルビア全土の平均の6倍ないし8倍となっている。

### 歴史
ベオグラードのもっとも古い地区をふくんでいるが、自治体としてのスタリ・グラード区が成立したのは都市部の自治体としても新しい部類である。スタリ・グラード区は、かつてのスカダルリヤ区とテラジイェ区の一部を領域として1957年1月1日に成立した。

## 国際交流
スタリ・グラード区は、以下の自治体と姉妹都市提携を結んでいる:
- - イェルマソイア（Yermasoyia）、キプロス
- - コトル, モンテネグロ
- - スタレー・メスト区（Staré Mesto）、ブラチスラヴァ、スロバキア
- - ツェンタル区（Centar）、スコピエ、マケドニア共和国
- - エルジェーベトヴァーロシュ区（Erzsébetváros）、ブダペスト、ハンガリー

## 施設

### 行政
- セルビア大統領府
- 国民議会
- 旧セルビア・モンテネグロ議会
- ベオグラード市議会、ベオグラード市役所

### 経済・観光
- ベオグラード港と周辺の工業地帯
- BEKO繊維工場
- カレメグダン要塞公園
- イェヴレモヴァツ植物園
- ベオグラード動物園
- 歩行者天国のクネズ・ミハイロヴァ通り
- ボヘミアン文化で知られるスカダルリヤ

### 文化
- セルビア科学芸術アカデミー
- 応用芸術博物館
- 国立博物館
- コナク・クネギニェ・リュビツェ
- セルビア正教会博物館
- 軍事博物館
- 民族誌学博物館
- 教育学博物館
- ベオグラード市博物館
- 演劇芸術博物館
- ユダヤ史博物館
- ヴク・ドシテイ博物館
- 自動車博物館

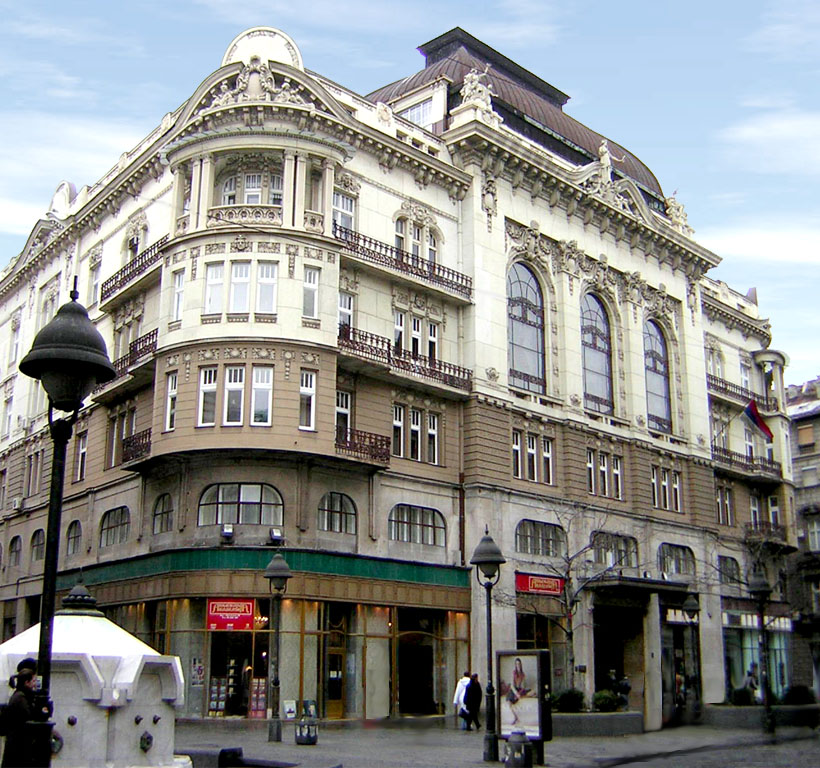
セルビア科学芸術アカデミー

スタリ・グラードには、マルカ・レカ（Marka Leka）とラゼ・パチュア（Laze Pačua）というベオグラードで最も短い2つの路地があり、それぞれ45メートルと48メートルの長さしかない。建物が密集するベオグラード都心部にありがなが、これらの通りに面する建物はいずれも他の通りに面しており、これらの通り名を関した番地は存在しない。